# Veszedelmes viszonyok (film, 1988)
A Veszedelmes viszonyok (eredeti cím: Dangerous Liaisons) egy 1988-ban bemutatott amerikai romantikus filmdráma, Stephen Frears rendezői munkája. A film alapjául Pierre Choderlos de Laclos azonos című regénye szolgált. A főszerepben Glenn Close, John Malkovich és Michelle Pfeiffer. A produkciót hét Oscar-díjra jelölték, amelyből elnyerte a legjobb forgatókönyvnek, látványtervnek és jelmeztervnek járó szobrocskát. A filmet továbbá tíz BAFTA-díjra (megnyerve kettőt), egy César-díjra és egy David di Donatello-díjra is jelölték.

## Cselekmény
Merteuil márkinő büszkeségében és hiúságában sértett, amikor szeretője, Bastide, elhagyja őt. Hogy megszégyenítse a férfit, módot keres rá, hogy Bastide ifjú menyasszonyát, Cécile-t elcsábítsák. Cécile-t nemrég vezették be a társasági életbe, miután eddig egy kolostorban nevelkedett. A márkinő a feladatot az erkölcsöket nem ismerő Valmont vikomtra akarja rábízni, de a férfi visszautasítja, ugyanis jelenleg egy másik nő érdekli. Tudván, hogy a hölgy, Madame de Tourvel, mélyen vallásos és szemérmes, a márkinő egy játékra hívja ki Valmont-t: ha sikerül Tourvelt meghódítania, és írásos bizonyítékot is tud róla szolgálni, akkor ő is eltölt vele egy éjszakát. A vikomt pedig elfogadja a kihívást.
Madame de Tourvel azonban visszautasítja Valmont vikomt minden közeledését, ezért a férfi megbízza az apródját, Azolant, hogy a Madame komornáján keresztül jusson hozzá a magánleveleihez. Így tudódik ki, hogy Cécile édesanyja (aki egyben a márkinő unokatestvére is) figyelmeztette Madame de Tourvelt, hogy a vikomt személyében egy becstelen és megbízhatatlan ember. Valmont bosszúból végül mégis udvarolni kezd az ifjú Cécile-nek. 
Cécile ezalatt Párizsban megismerkedik Dancenyvel, aki zenetanárnak áll a lány mellé. Ketten lassan egymásba szeretnek, amit Merteuil márkinő csak biztatni tud, mivel pontosan tudja, hogy Danceny a rangját illetően soha nem lehet igazi udvarlója Cécile-nek.
Valmont fondorlattal bejut Cécile hálószobájába, és megerőszakolja. Cécile másnap nem hajlandó senkit sem a szobájába fogadni. Édesanyja komolyan aggódva a márkinőt hívja, akiben Cécile naivan megbízik, és elmondja, ami a lelkét nyomja. A márkinő azt tanácsolja neki, hogy ne szalasszon el alkalmat arra, hogy új dolgokat tanulhasson a szerelem művészetéről. Ebből kifolyólag Cécile a nappalokat Dancenyvel, az éjszakákat Valmont-nal tölti. A tetejébe a márkinő kacérkodni kezd Dancenyvel, hogy a szeretőjévé tehesse.
Madame de Tourvel lassan enyhülni látszik a vikomt felé, és úgy tűnik, Valmont sikerrel jár, de amikor elvehetné, ami neki jár, meggondolja magát. A márkinő gúnyolódására azonban beadja a derekát, és mikor bizonyítékkal is szolgál az éjszakáról, a márkinő féltékeny lesz, és nem tartja be az egyezségük rá eső részét. Helyette Valmont szemére veti, hogy csak a saját hírnevét tiporja a sárba és még szerelmes is. A vikomt erre fel megszakít minden kapcsolatot Tourvellel, bevallva, hogy megcsalta és már nincs rá szüksége. Tourvel szíve összetörik és egy zárdába menekül, ahol az egészsége megrendül és nagyon beteg lesz.
Ezalatt a márkinő elárulja Dancenynek, hogy a vikomt Cécile szeretője, ezért a két férfi párbajozni kezd. Valmont halálosan megsérül, és utolsó perceiben figyelmezteti Dancenyt a márkinő aljas játékairól, és rábízza a levelezéseit a márkinővel, amit nyilvánosságra hoznak. Ezenfelül megkéri Dancenyt, hogy mondja meg Madame de Tourvelnek, hogy nem akarta megbántani, és hogy valójában nagyon szereti. Madame de Tourvel megkapja az üzenetet, majd eltávozik az élők sorából. A márkinő Valmont halálhírére összeroskad, ráadásul egész Párizs megtudja, hogy miben mesterkedett. Az operában megalázzák, ezért elmenekül és magára marad. Az utolsó jelenetben az arcát borító sminket mossa le, mintha igazi mivoltát fedné fel a tükörben.

## Szereplők
| Színész            | Szerep                       | Magyar hangja        |
| ------------------ | ---------------------------- | -------------------- |
| Glenn Close        | Isabelle de Merteuil márkiné | Moór Marianna        |
| John Malkovich     | Sébastien de Valmont vikomt  | Szakácsi Sándor      |
| Michelle Pfeiffer  | Madame Marie de Tourvel      | Kovács Nóra          |
| Swoosie Kurtz      | Madame de Volanges           | Örkényi Éva          |
| Keanu Reeves       | Chevalier Raphael Danceny    | Lippai László        |
| Mildred Natwick    | Madame de Rosemonde          | Lóránd Hanna         |
| Uma Thurman        | Cécile de Volanges           | Balogh Erika         |
| Peter Capaldi      | Azolan                       | Schnell Ádám         |
| Joe Sheridan       | Georges                      | n.a                  |
| Valerie Gogan      | Julie                        | Földesi Judit        |
| Laura Benson       | Emilie                       | Vándor Éva           |
| François Montagut  | Belleroche                   | Szabó Sipos Barnabás |
| Harry Jones        | Armand                       | Komlós András        |
| Christian Erickson | végrehajtó                   | Haás Vander Péter    |

## Adaptációk, feldolgozások
A forgatókönyvet a francia Pierre Choderlos de Laclos regénye alapján írták, de felhasználták Christopher Hampton a regény alapján készített színdarabját is 1985-ből, mivel az eredeti mű műfajában véve levélregény, azaz nem tartalmaz párbeszédet.
A művet többször is megfilmesítették, néhol csak a témát tartották meg, de más korba helyezték át a cselekményt.
- 1959: Veszedelmes viszonyok – francia feldolgozása a regénynek, a főszerepben Jeanne Moreau és Gérard Philipe. A produkció eltér a regénytől, és az ötvenes évekbeli Franciaországba kalauzolja a nézőket.
- 1989: Valmont – Miloš Forman filmje a főszerepben Colin Firth-szel és Annette Beninggel. A francia regényhez igazodik, egy évvel később jött ki, mint Frears filmje, és ezért nem lett népszerű.
- 1997: Férfitársaságban – kanadai-amerikai film, amely a témától eltérően két férfi szövetkezését, majd egymás ellen fordulását mutatja be. A főszerepben Aaron Eckhart és Matt Malloy.
- 1999: Kegyetlen játékok – amerikai feldolgozás, ami a modernebb téma felé evez. A két főszereplő egy milliomos unokatestvérpár, akik versenyezni kezdenek, hogy ki hódítja meg a legtöbb szívet. A főszerepben Ryan Phillippe és Sarah Michelle Gellar. A filmnek született folytatása is, de más színészekkel.
- 2003: Eltussolt botrány – koreai feldolgozás, ami a 18. századi Koreába repít és cselekményében szinte ugyanaz, mint francia elődje.
- 2012: Dangerous Liaisons – kínai filmadaptáció, ami a francia alapszituációt használja fel, de attól eltér. A helyszín az 1930-as évekbeli Sanghaj, főszereplője Csang Ce-ji, Dzsang Donggun és Cecilia Csong.
- 2015: LogIn – a regény magyar újraértelmezése a modern randiportálra repít, ahol két haláleset összeköt két embert, akik felkutatják és bosszút állnak azokon, akik miatt a szeretteiket elvesztették. Főszerepben Gáspár Kata és Pál András.

## Kritika
A Veszedelmes viszonyok 93%-os értékelést ért el a Rotten Tomatoeson harminc értékelés alapján és 74 pontot kapott a metacriticen tizenhét véleményt összesítve. A kritika dicsérte John Malkovich és Glenn Close alakítását, valamint a forgatókönyv is általános tetszésnek örvendett. „[Glenn] Close eddigi szerepei nem versenyezhetnek a márkinő gazdag és komikus finomságú ábrázolásával”, írja Vincent Canby a New York Timestól. Ellenben páran megjegyezték, hogy a rendező nem hagyta kibontakozni a szereplőket, mint Roger Ebert is mondja: „Ha van valami, ami ebből a filmből hiányzik, akkor az a kellő ízlés. Frears [a rendező] annyira odavan attól, hogy az emberi viselkedésből tragikomédiát rendezhet, hogy elsiklik a nyilvánvaló lehetőségek felett.”
A magyar kritika 9.1 pontosra ítélte a filmet a port.hu-n 236 szavazat alapján.
Frears nem kíméli a nézőt, kíméletlenül az arcába vágja, mekkora ereje van az érzelmeknek az értelem felett. Azonban közel sem tökéletes a film, Madame de Tourvil meghódítása után fokozatosan ellaposodik a történet, az pedig különösen zavaró, hogy nem követhető nyomon, hogy Valmont márki miként jut el odáig, hogy felismeri, mennyire értelmetlen életet él. Szerencsére a színészi játék ellensúlyozni tudja a hiányosságokat, de azért egy kevés hiányérzete marad a nézőnek.
 – FilmBaráth, SmokingBarrels blog
[...] Kíméletlenül megmutatja, hogy a gazdagok egymás közötti kicsinyes harcai mennyire álszentek, hogy ők maguk mennyire romlottak, hogy az erkölcs és tisztaság álcája mögött valójában mi zajlik a falakon belül, hogy egy nővel bármit és bárki megtehet, és ezzel még akár zsarolhatják is.
 – Catleen, watchaholics.hu
A forgatókönyv hibájának tudom be, hogy Valmont és Madame de Tourvel között nem volt elég kidolgozott a kapcsolat, egyszerűen hiteltelen a szerelmük. Ugyanez a helyzet Cécilével is, a jól nevelt fiatal lány "csettintésre" szajhává válása nem reális, még ha a lány oly naiv és tapasztalatlan is, mint Cécile. Valmont átlényegülése is túl gyorsan megy végbe, néhány jelenetnél nem lehetünk benne teljesen biztosak, hogy épp csak manipulálja-e Madame de Tourvelt vagy már a valós érzéseit adja tudtára.
 – Garconcalme, Filmbírák
Az, hogy ilyen témánál a dráma szükségszerű velejárója az eseményeknek, tiszta sor. Viszont azt nem lehet mondani, hogy romantikus filmet nézünk. A legnemesebbnek tartott érzelemmel való játék nem romantikus. Persze megjelenik az idealizált szerelem is, de ez a fiatalságból, naivságból fakad. El is sikkad a „nagykutyák csontjai” (márkiné, vikomt) mellett. Ahogy a hősök párjai az antihősök, használhatjuk a Veszedelmes viszonyok esetében az antiromantikus műfaji megjelölést, a romantikus ellenpárjaként. És a félreértések elkerülése végett: nem az az antiromantikus, amiben nincs szerelem, nyáladzás, lelki csokiszökőkút, a barátzóna Alcatrazából való kitörés stb...  Ilyen alapon beleférne mondjuk a Halloween, Rémálom az Elm utcában, Péntek 13. és még sokan mások.  Viszont ami a szerelmi értékek, romantikus értékrend (de furcsa ilyet leírni) ellen megy, az simán elfér antiromantikusnak.
 – Jung István, acinemanias.com

## Fontosabb díjak és jelölések
| Díj                    | Kategória                                     | Eredmény |
| ---------------------- | --------------------------------------------- | -------- |
| Oscar-díj              | Legjobb film                                  | Jelölve  |
| Oscar-díj              | Legjobb adaptált forgatókönyv                 | Elnyerte |
| Oscar-díj              | Legjobb női főszereplő: Glenn Close           | Jelölve  |
| Oscar-díj              | Legjobb női mellékszereplő: Michelle Pfeiffer | Jelölve  |
| Oscar-díj              | Legjobb látványterv                           | Elnyerte |
| Oscar-díj              | Legjobb jelmezterv                            | Elnyerte |
| Oscar-díj              | Legjobb eredeti filmzene                      | Jelölve  |
| BAFTA-díj              | Legjobb rendező                               | Jelölve  |
| BAFTA-díj              | Legjobb adaptált forgatókönyv                 | Elnyerte |
| BAFTA-díj              | Legjobb női főszereplő: Glenn Close           | Jelölve  |
| BAFTA-díj              | Legjobb női mellékszereplő: Michelle Pfeiffer | Elnyerte |
| BAFTA-díj              | Legjobb díszlet                               | Jelölve  |
| BAFTA-díj              | Legjobb operatőr                              | Jelölve  |
| BAFTA-díj              | Legjobb vágás                                 | Jelölve  |
| BAFTA-díj              | Legjobb filmzene                              | Jelölve  |
| BAFTA-díj              | Legjobb jelmezterv                            | Jelölve  |
| BAFTA-díj              | Legjobb smink                                 | Jelölve  |
| César-díj              | Legjobb külföldi film                         | Elnyerte |
| David di Donatello-díj | Legjobb külföldi színész: John Malkovich      | Jelölve  |